# آروی موریس یووینگ
آروی موریس یووینگ (به انگلیسی: RV Maurice Ewing) یک کشتی بود که طول آن ۲۳۰ فوت (۷۰ متر) بود.